# Classe Erebus (monitore)
La classe Erebus è stata un gruppo di due monitori costruiti per la Royal Navy britannica durante la prima guerra mondiale. Le due unità della classe, la Erebus e la Terror vennero varate nel 1916 e parteciparono al primo conflitto mondiale operando al largo delle coste belghe. Dopo essere state trasferite in riserva tra le due guerre, vennero richiamate in servizio attivo durante la seconda guerra mondiale. La Terror venne affondata nel 1941 mentre la Erebus venne demolita nel 1946.

## Unità
- La Erebus venne costruita nei cantieri Harland and Wolff di Govan. Impostata il 12 ottobre 1915, venne varata il 19 giugno 1916 ed entrò in servizio nel settembre dello stesso anno. Dopo aver preso parte ad entrambe le guerre mondiali venne demolita nel 1946.
- La Terror venne costruita nei cantieri Harland and Wolff di Belfast. Impostata il 26 ottobre 1915, venne varaata il 18 maggio 1916 ed entrò in servizio nell'agosto seguente. Il 23 febbraio 1941 mentre si trovava nel Mediterraneo affondò a causa dei danni causati il giorno precedente da bombardieri in picchiata Junkers Ju 87 della Luftwaffe.